# Антоніус фон Штейхель
Антоніус фон Штайхель (нім. Anton von Steichele; 22 січня 1816 — 9 жовтня 1889) — єпископ, а згодом архієпископ архієпархії Мюнхен-унд-Фрайзінг з 1878 по 1889 рік.
Народився 22 січня 1816 року в Мертінгені, 28 серпня 1838 року, у віці 22 років, він був висвячений єпископом Панкратіусом фон Дінкелем на священика Аугсбурга, Німеччина.
30 квітня 1878 року, у віці 62 років, він був призначений архієпископом архієпархії Мюнхен-унд-Фрайзінг, конфірмований через три місяці.
Помер 9 жовтня 1889 року у віці 73 років.